# EC Comics
E.C. Publications, Inc., operando com o nome fantasia EC Comics, é uma editora de histórias em quadrinhos americana. Ela se especializou em histórias de crime, terror, sátira, guerra e ficção científica dos anos 1940 até meados dos anos 1950, notavelmente com a série Tales from the Crypt. Inicialmente, a EC foi fundada como Educational Comics por Maxwell Gaines e se especializava em histórias educativas e voltadas para o público infantil. Após a morte de Max Gaines em um acidente de barco em 1947, seu filho William Gaines assumiu a empresa e a renomeou para Entertaining Comics. Ele passou a publicar histórias mais maduras, explorando o terror, a guerra, a fantasia, a ficção científica, a aventura e outros gêneros. Conhecidas por sua alta qualidade e finais chocantes, essas histórias também se destacavam por seus temas sociais progressistas e conscientes, como igualdade racial, defesa do pacifismo, desarmamento nuclear e ambientalismo, antecipando o Movimento dos Direitos Civis e o surgimento da contracultura dos anos 1960. Entre 1954 e 1955, pressões de censura fizeram com que a editora concentrasse seus esforços na revista de humor Mad, levando ao maior e mais duradouro sucesso da empresa. 
No entanto, os visuais marcantes e os enredos ousados da EC não agradavam a certas associações familiares, que viam nos quadrinhos uma influência nefasta para as crianças. As histórias de terror e crime eram consideradas uma das principais causas da delinquência juvenil. O psiquiatra Fredric Wertham consolidou esses temores em seu livro Seduction of the Innocent, o que levou à criação de uma comissão do Senado para investigar o assunto. O resultado foi a imposição do Comics Code Authority (CCA), um rígido sistema de autocensura que praticamente exterminou as publicações da linha New Trend da EC.
Em 1955, após tentativas frustradas de adaptar seus quadrinhos às normas do Comics Code, a EC não conseguiu reconquistar seu público e mergulhou em uma grave crise financeira. A editora foi forçada a encerrar todas as suas revistas, com exceção deMad que, sob a direção de Harvey Kurtzman, migrou para o formato oformato magazine (21,5 x 28 cm), escapando assim da jurisdição do CCA. Mad  foi um dos mais duradouros títulos de humor dos Estados Unidos.
William Gaines vendeu a empresa em 1960, que foi absorvida pela Kinney National Company, a mesma empresa que adquiriu depois a DC Comics e a Warner Bros.
Em fevereiro de 2024, a editora Oni Press anunciou que vai revier a marca, começando com um título de terror: Epitaphs from the Abyss e um de ficção científica: Cruel Universe. Os títulos foram licenciados pelos herdeiros de William Gaines.

## 1944–1950: Fundação como Educational Comics
A empresa, inicialmente conhecida como Educational Comics, foi fundada por Max Gaines, ex-editor da All-American Publications. ex-editor da All-American Publications, , e surgiu como uma ramificação daquela editora. Quando a All-Americans e fundiu com a DC Comics  em junho de 1945, Gaines manteve os direitos sobre a revista Picture Stories from the Bible e iniciou sua nova companhia com o nome EC, com o objetivo de produzir quadrinhos sobre ciências, história e temas bíblicos, voltados para escolas e igrejas. Logo depois, passou a lançar também títulos de humor infantil.
Uma década antes, Max Gaines já havia sido um dos pioneiros do formato de revista em quadrinhos conhecido como comic book (aproximadamene 17 x 26 cm), ao participar da produção do protótipo Funnies on Parade, da Eastern Color Printing, e da revista Famous Funnies: A Carnival of Comics, publicada pela Dell, considerada por historiadores como a primeira revista em quadrinhos americana nesse formato.

## Entertaining Comics

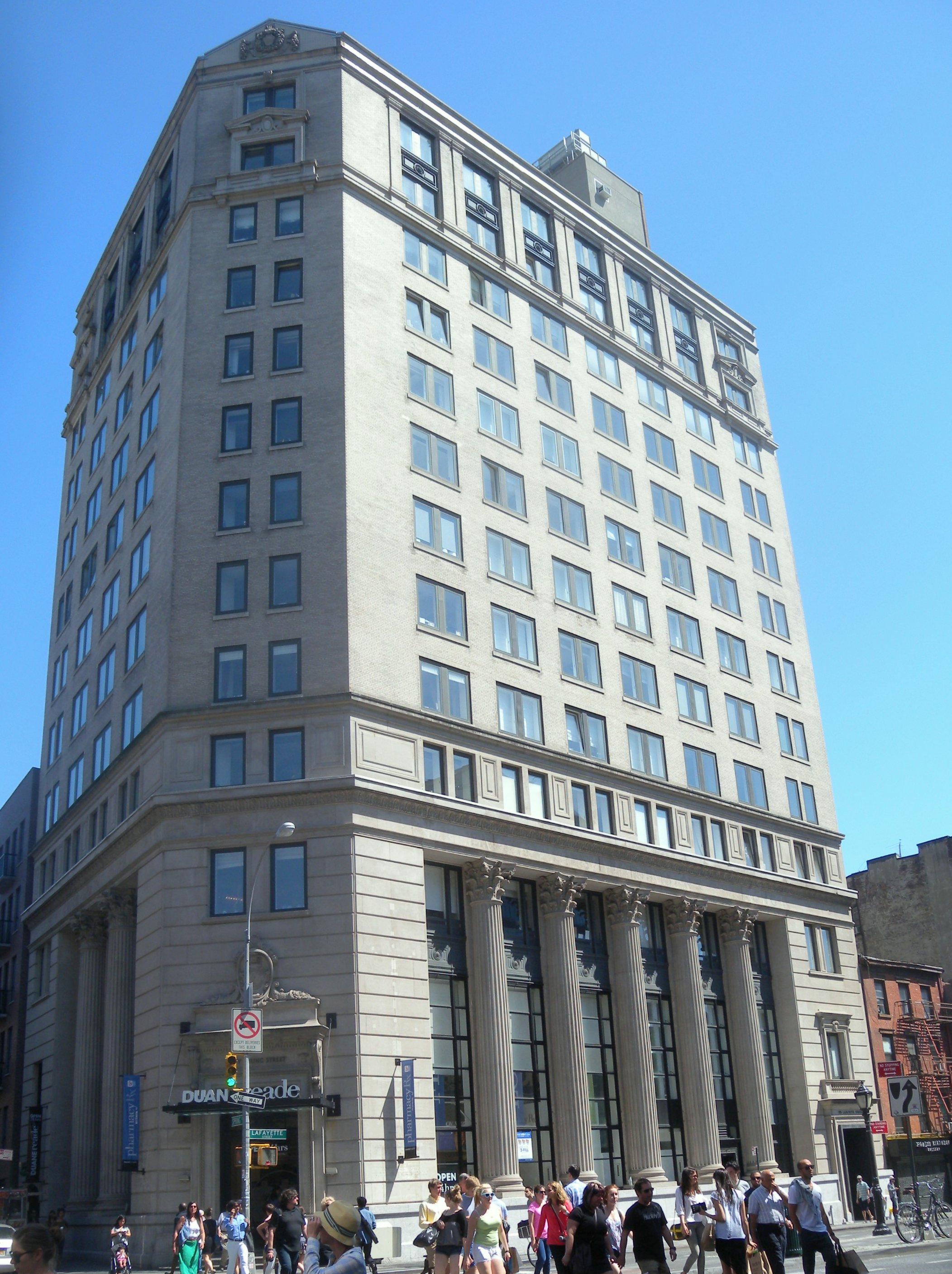
O antigo prédio da EC Comics ficava na 225 Lafayette Street, em SoHo, Nova York

Quando Max Gaines morreu em 1947 em um acidente de barco, seu filho William herdou a empresa. Depois de quatro anos (1942–1946) no Corpo Aéreo do Exército dos Estados Unidos, Gaines voltou para casa para terminar os estudos na Universidade de Nova York, planejando trabalhar como professor de química. Ele nunca lecionou, mas assumiu o negócio da família.
Em março de 1948, Bill Gaines conhece um jovem desenhista, Al Feldstein, com apenas 22 anos, que estava em busca de trabalho. Os dois se entendem imediatamente e começam a trabalhar juntos na escrita de roteiros e na direção editorial que a editora deveria seguir. Sob a influência de Al Feldstein, a EC Comics muda gradualmente sua política editorial. As revistas em quadrinhos publicadas ainda podem, como no início, ter caráter educativo (muitas vezes a pedido de organizações religiosas ou educacionais), mas cada vez mais seus temas se alinham com os gostos dos adolescentes: faroeste, romance e histórias policiais. A EC, que por muito tempo teve prejuízo, começa a alcançar o equilíbrio financeiro.
No entanto, Bill Gaines e Al Feldstein publicam histórias em quadrinhos que eles mesmos não apreciam. Limitam-se a seguir a moda. Decidem então que não vão mais apenas seguir tendências, mas ser originais e, como ambos são apaixonados por programas de rádio de terror (como Inner Sanctum e Lights Out) e por contos e romances do gênero, decidem tentar a experiência de publicar histórias de terro. War Against Crime e Crime Patrol passam a apresentar, a partir de seu décimo número, uma história fantástica. O sucesso é imediato, e a antiga linha editorial de quadrinhos é abandonada para dar lugar a uma nova.
Foi nesse período que antigas séries educativas ou infantis passaram por transformações: Happy Houlihans virou o faroeste Saddle Justice, Moon Girl, uma super-heroína criada por Gardner Fox e Sheldon Moldoff, teve sua série renomeada várias vezes:de Moon Girl Fights Crime até A Moon, a Girl… Romance , antes de ser descontinuada. Essas mudanças também foram motivadas por razões práticas: ao manter a numeração dos títulos antigos, Gaines evitava pagar uma taxa postal exigida para novas publicações nos Estados Unidos.
Entre 1949 e 1950, Gaines começou uma linha de novos títulos que caracterizam terror, suspense, ficção científica, ficção militar e policial. 

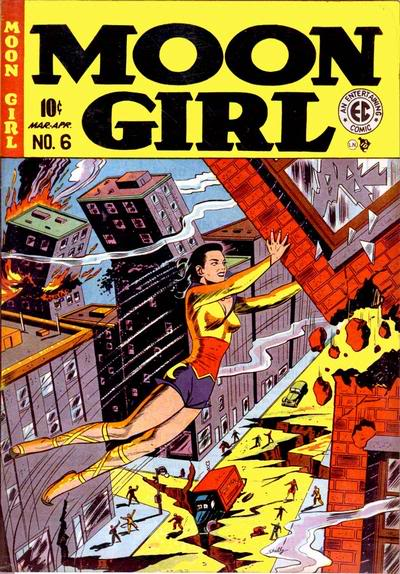
Moon Girl #6, (1949), o título mudou para Moon Girl Fights Crime, antes de virar uma revista de romance. atualmente a persongem está em domínio público.

A equipe editorial incluía talentos como Harvey Kurtzman e Feldstein, que além de editar, também roteirizavam as histórias, juntamente com Johnny Craig. A EC ainda atraiu artistas freelancers de destaque como Jack Davis, Wally Wood, Graham Ingels, Frank Frazetta, Joe Orlando, Reed Crandall, Al Williamson, Basil Wolverton e muitos outros. Roteiristas como Carl Wessler, Jack Oleck e Otto Binder também colaboraram posteriormente. 
A equipe editorial incluía talentos como Al Feldstein e Harvey Kurtzman,, que além de editar, também roteirizavam as histórias, convidaram quadrinistas freelancers altamente talentosos como Johnny Craig, Reed Crandall, Jack Davis, Will Elder, George Evans, Frank Frazetta, Graham Ingels, Jack Kamen,Bernard Krigstein, Joe Orlando, John Severin, Al Williamson, Basil Wolverton, e Wally Wood. Com a entrada de Gaines, as histórias foram roteirizado por Kurtzman, Feldstein e Craig. Outros escritores, como Carl Wessler, Jack Oleck e Otto Binder colaboraram posteriormente.
A EC obteve sucesso com sua abordagem inovadora e foi pioneira em estabelecer relacionamentos com seus leitores por meio de cartas ao editor e da organização de fãs, o National EC Fan-Addict Club. A EC Comics promovia seu grupo de ilustradores, permitindo que cada um assinasse sua arte e incentivando-os a desenvolver estilos distintos; a empresa publicava biografias de uma página sobre eles nos quadrinhos. Isso contrastava com a prática comum da indústria, na qual os créditos muitas vezes eram omitidos, embora alguns artistas de outras empresas, como a dupla Jack Kirby e Joe Simon, Jack Cole e Bob Kane, tivessem sido amplamente promovidos.
A EC publicou linhas distintas de títulos sob o guarda-chuva da Entertaining Comics. Os mais notórios foram seus quadrinhos de terror, Tales from the Crypt, The Vault of Horror e The Haunt of Fear. Esses títulos se deleitavam com um macabro "prazer perverso", com destinos ironicamente sombrios reservados a muitos dos protagonistas das histórias. Os quadrinhos de guerra da empresa, Frontline Combat e Two-Fisted Tales, frequentemente apresentavam histórias cansadas e pouco heroicas, em desacordo com o ufanismo da época. Shock SuspenStories abordava questões políticas e sociais importantes, como racismo, sexo, uso de drogas e o estilo de vida americano. A EC sempre afirmou estar "mais orgulhosa de nossos títulos de ficção científica", com Weird Science e Weird Fantasy publicando histórias diferentes da space opera encontrada em títulos como Planet Comics, da Fiction House. Crime SuspenStories tinha muitas semelhanças com o film noir. Como observado por Max Allan Collins em suas anotações para a reedição em capa dura de 1983 de Russ Cochran de Crime SuspenStories, Johnny Craig havia desenvolvido um "conjunto de efeitos no estilo film noir" em suas imagens, enquanto os personagens e temas encontrados nas histórias de crime frequentemente mostravam a forte influência de escritores associados ao film noir, notadamente James M. Cain. Craig se destacava em desenhar histórias de conspiração e conflito doméstico, levando David Hajdu a observar:
Para os jovens do pós-guerra, quando a cultura mainstream glorificava a domesticidade suburbana como o ideal americano moderno, a vida que valia a pena lutar na Guerra Fria , nada mais nos quadrinhos da EC, nem a barata alienígena gigante que comia terráqueos, nem o jogo de beisebol jogado com partes do corpo humano, era tão subversivo quanto a ideia de que as saídas da Long Island Expressway levavam aos níveis do Inferno.
Ilustrações superiores de histórias com finais surpresa tornaram-se a marca registrada da EC. Gaines geralmente ficava acordado até tarde lendo grandes quantidades de material em busca de "pontos de partida" para conceitos de histórias. No dia seguinte, ele apresentava cada premissa até que Feldstein encontrasse uma que achasse que poderia desenvolver em uma história. No auge da EC, Feldstein editava sete títulos, enquanto Kurtzman cuidava de três. Os artistas recebiam histórias específicas para seus estilos; por exemplo, Davis e Ingels frequentemente desenhavam histórias macabras e sobrenaturais, enquanto Kamen e Evans faziam material mais suave.
Com centenas de histórias escritas, temas comuns surgiram. Alguns dos temas mais conhecidos da EC incluem:
- Uma situação comum com um toque irônico e macabro, muitas vezes como justiça poética pelos crimes de um personagem. Em "Collection Completed", um homem começa a praticar taxidermia para irritar sua esposa. Quando ele mata e empalha o gato amado dela, a esposa enlouquece e o mata, empalhando e montando seu corpo. Em "Revulsion", um piloto de nave espacial é perturbado por insetos devido a uma experiência em que encontrou um em sua comida. No final da história, um inseto alienígena gigante grita de horror ao encontrar o piloto morto em sua salada. Dissecação, o cozimento de lagostas, feijões saltitantes mexicanos, casacos de pele e pesca são apenas uma pequena amostra dos tipos de situações e objetos usados dessa forma.
- The "Grim Fairy Tale" (Conto de Fadas Sombrio"), apresentando interpretações macabras de contos como "João e Maria", "Bela Adormecida" e "Chapeuzinho Vermelho".
- Gêmeos siameses eram um tema popular, principalmente nos três quadrinhos de terror da EC. Nada menos que nove histórias de gêmeos siameses apareceram nos quadrinhos de terror e crime da EC entre 1950 e 1954. Em uma entrevista, Feldstein especulou que ele e Gaines escreveram tantas histórias de gêmeos siameses por causa da interdependência que tinham um do outro.
- Adaptações de histórias de ficção científica de Ray Bradbury apareceram em duas dúzias de quadrinhos da EC a partir de 1952. Começou de forma inauspiciosa, com um incidente em que Feldstein e Gaines plagiaram duas histórias de Bradbury e as combinaram em um único conto. Ao saber da história, Bradbury enviou uma nota elogiando-os, observando que "inadvertidamente" ainda não havia recebido o pagamento pelo uso. A EC enviou um cheque e negociou uma série produtiva de adaptações de Bradbury.
- Histórias com uma mensagem política, que se tornaram comuns nos quadrinhos de ficção científica e suspense da EC. Entre os muitos tópicos estavam linchamento, antissemitismo e corrupção policial.

Os três títulos de terror apresentavam histórias introduzidas por um trio de anfitriões do horror: O Crypt Keeper (o Zelador da Cripta, no Brasil) apresentava Tales from the Crypt; O Vault-Keeper (Guardião da Câmara, no Brasil) recebia os leitores em The Vault of Horror; e a Old Witch gargalhava em The Haunt of Fear. Além de relembrar com entusiasmo os detalhes desagradáveis das histórias, os personagens brigavam entre si, soltavam um arsenal de trocadilhos e até insultavam e provocavam os leitores: "Saudações, furúnculos e assombrações..." Essa irreverente zombaria do público também se tornou a atitude marcante de Mad, e esse diálogo ágil foi posteriormente imitado por muitos, incluindo Stan Lee na Marvel Comics.
O legado mais duradouro da EC veio com a Mad, que começou como um projeto paralelo para Kurtzman antes de impulsionar os negócios da empresa e se tornar uma das publicações de humor mais notáveis e duradouras do país. Quando a sátira se tornou uma moda da indústria em 1954, e outros editores criaram imitações de Mad, a EC introduziu um título irmão, Panic, editado por Al Feldstein e usando os artistas regulares de Mad, além de Joe Orlando.

### 1955–1956: "New Direction" e "Picto-Fiction"
A EC mudou seu foco para uma linha de quadrinhos mais realistas, incluindo M.D. e Psychoanalysis (conhecida como a linha New Direction). Também renomeou seu último título de ficção científica. Como as primeiras edições não carregavam o selo do Comics Code, os distribuidores se recusaram a vendê-las. Depois de consultar sua equipe, Gaines relutantemente começou a submeter suas revistas ao Comics Code; todos os títulos da New Direction passaram a ter o selo a partir da segunda edição. Essa tentativa de renovação falhou comercialmente, e, após a quinta edição, todos os títulos da New Direction foram cancelados. Incredible Science Fiction #33 foi o último quadrinho da EC publicado.
Gaines então direcionou sua atenção para os títulos Picto-Fiction, uma linha de revistas em preto e branco com histórias altamente ilustradas e texto datilografado. O formato alternava ilustrações com recordatórios, e parte do conteúdo era uma reescrita de histórias já publicadas nos quadrinhos da EC. Essa linha experimental deu prejuízo desde o início e durou apenas duas edições por título. Quando o distribuidor nacional da EC faliu, Gaines encerrou todos os seus títulos, exceto Mad.

### 1960–1989: Aquisição pela Kinney National Company e foco em MAD e licenciamentos

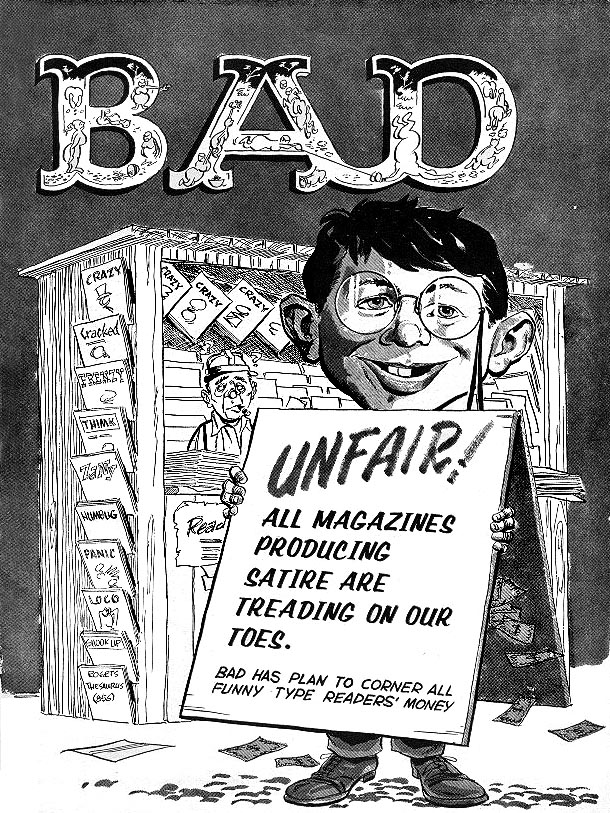
Mad foi uma revista influente da EC, paródia da concorrente This Magazine is Crazy (Charlton Comics)

Mad vendeu bem mesmo durante as crises da empresa, e Gaines passou a publicá-la exclusivamente em uma revista no formato magazine 21,5 x 28 cm (formato usado na Revista Veja). Essa mudança foi feita para atender ao editor Harvey Kurtzman, que havia recebido uma oferta para trabalhar na revista Pageant, mas preferiu continuar à frente de Mad. A mudança também tirou Mad da jurisdição do Comics Code. No entanto, Kurtzman deixou a revista pouco depois, quando Gaines se recusou a dar a ele 51% de controle sobre a publicação. Gaines então trouxe Al Feldstein de volta como substituto. A revista continuou tendo grande sucesso nas décadas seguintes.
Nos anos 1960, Gaines vendeu a empresa, então chamada E.C. Publications, Inc., que acabou sendo absorvida pela mesma corporação que mais tarde compraria a National Periodical Publications (futura DC Comics).
Nessa época, Gaines autorizou Bob Barrett, Roger Hill e Jerry Norton Weist (co-fundador da Million Year Picnic) a produzir um fanzine chamada Squa Tront (1967–1983), dedicado aos quadrinhos da EC. Em junho de 1967, a Kinney National Company (formada em 1966 após a fusão da Kinney Parking com a National Cleaning) comprou a National Periodical e a EC, e depois adquiriu a Warner Bros.-Seven Arts no início de 1969. Devido a um escândalo financeiro envolvendo manipulação de preços em seus negócios de estacionamento, a Kinney Services separou seus ativos não relacionados ao entretenimento em setembro de 1971, criando a National Kinney Corporation, e em fevereiro de 1972 mudou seu nome para Warner Communications.
O título Tales from the Crypt foi licenciado para um filme homônimo em 1972, seguido por The Vault of Horror em 1973. Os filmes Creepshow (1982) e Creepshow 2, embora baseados em roteiros originais de Stephen King e George A. Romero, foram inspirados nos quadrinhos de terror da EC. Creepshow 2 incluía animações entre os segmentos, mostrando um jovem que fazia de tudo para conseguir e manter um exemplar da revista Creepshow.
Em 1989, Tales from the Crypt estreou na HBO, com 93 episódios em sete temporadas (até 1996). A série gerou duas produções infantis (Tales from the Cryptkeeper e Secrets of the Cryptkeeper's Haunted House) e três filmes: Demon Knight, Bordello of Blood e Ritual. Em 1997, a HBO lançou Perversions of Science (10 episódios), baseado em histórias da EC publicadas em Weird Science.

### 1973–2024: Foco em reimpressões
Apesar de a última publicação não relacionada a Mad ter saído em 1956, os quadrinhos da EC permaneceram populares por meio de reimpressões. Entre 1964 e 1966, a Ballantine Books publicou cinco livros de bolso em preto e branco com histórias da EC: Tales of the Incredible (ficção científica), Tales from the Crypt e The Vault of Horror (terror), além de The Autumn People e Tomorrow Midnight (adaptações de Ray Bradbury).
The EC Horror Library (1971) apresentava 23 histórias selecionadas por Bhob Stewart e Bill Gaines, com introdução de Stewart e um ensaio do crítico Larry Stark. Foi um dos primeiros livros a republicar histórias em quadrinhos em cores, seguindo os guias originais de Marie Severin.
A East Coast Comix republicou várias histórias da EC entre 1973 e 1975, incluindo o que seria o primeiro número de uma quarta revista de terror (cancelada em 1954), lançado como último número de Tales from the Crypt com o título alterado para The Crypt of Terror.
Russ Cochran publicou diversas coleções, como EC Portfolios, The Complete EC Library e EC Archives (em capa dura e cores, primeiro pela Gemstone, depois pela Dark Horse).
Em 2010, a IDW Publishing lançou a série Artist's Editions, com scans das páginas originais em alta qualidade (15" × 22"). A Fantagraphics começou em 2012 a série The EC Artists' Library, em preto e branco, organizada por artista. Em 2013, a Dark Horse retomou as reimpressões dos EC Archives em capa dura.

### 2024–presente: Retorno aos quadrinhos
Em fevereiro de 2024, a Oni Press anunciou o retorno da EC Comics, começando com os títulos de terror Epitaphs from the Abyss e ficção científica Cruel Universe. A família Gaines licencia os direitos.

### Críticas e controvérsias

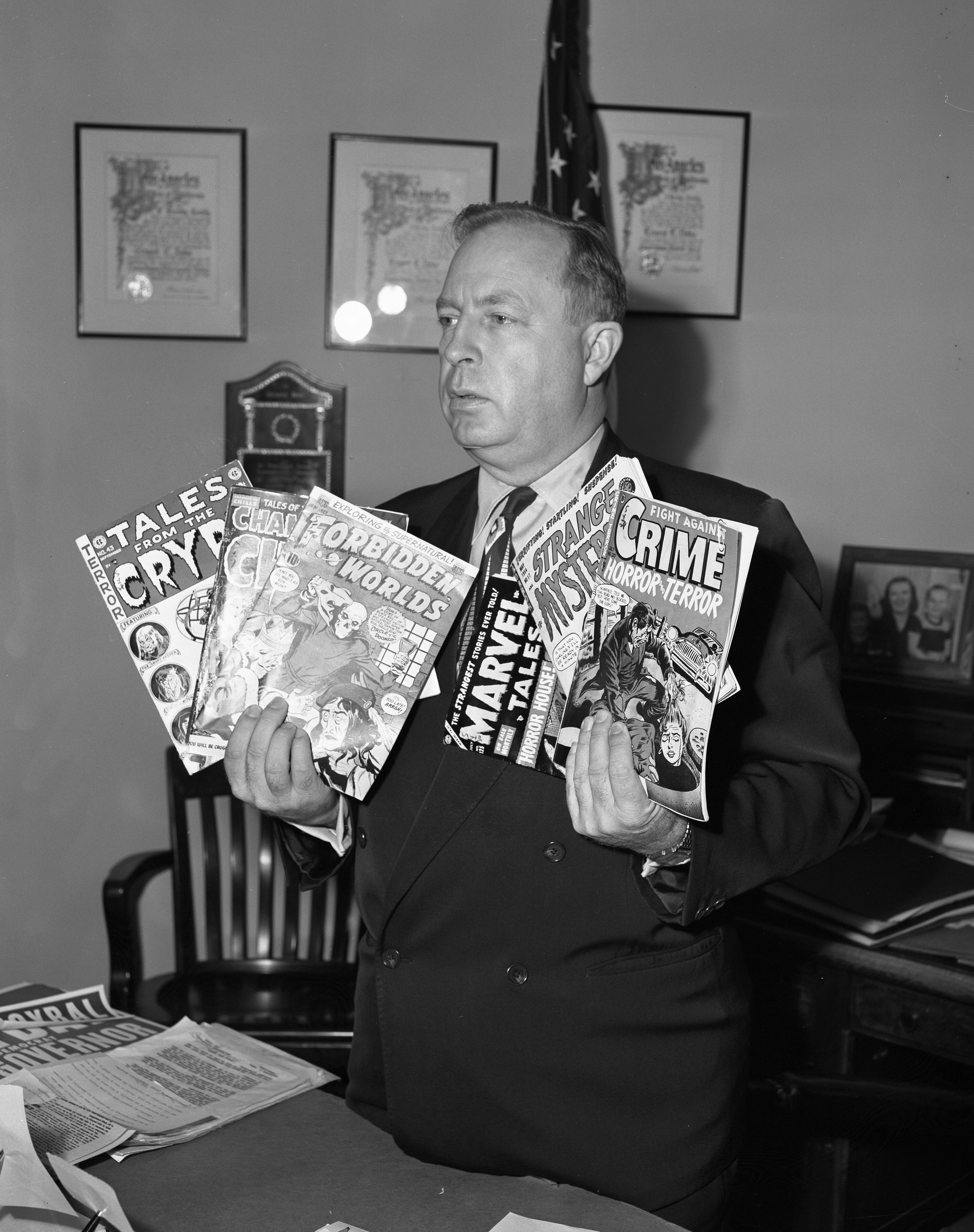
Histórias de terror e crime foram alvos de detratores dos quadrinhos.

A partir do final dos anos 1940, a indústria de quadrinhos se tornou alvo de críticas da opinião pública pelo conteúdo de histórias em quadrinhos e os efeitos potencialmente nocivos que poderiam ter sobre as crianças. O problema é particularmente agravada pela publicação em 1948 de dois artigos pelo Dr. Fredric Wertham: Horror in the Nursery" (na revista Collier) e "The Psychopathology of Comic Books" (no American Journal of Psychotherapy). Em resposta a fúria popular, que foi criado em 1948, a "Association of Comics Magazine Publishers" como uma forma de auto-regulação para evitar críticas. Embora a EC tenha feito parte da associação,se retirou em 1951. Em 1952, Harvey Kurtzman e Bill Gaines lançam a satírica Mad.
Em 1954, Wertham publicou seu livro Seduction of the Innocent, que foi um grande sucesso e e uma altamente divulgada audiência no Congresso Americano sobre a delinquência juvenil ameaçava ainda mais as histórias em quadrinhos. Ao mesmo tempo, uma investigação federal levou a uma mudança repentina nas empresas de distribuição de revistas em quadrinhos e revistas pulp. As vendas despencaram, e várias empresas saíram do negócio.
Gaines convocou uma reunião com outros editores e propôs que a indústria de quadrinhos se unisse para combater a censura externa e ajudar a reparar sua reputação, já abalada. Dessa iniciativa surgiu a Comics Magazine Association of America e seu órgão de controle, o Comics Code Authority (CCA). O código expandiu as restrições anteriormente propostas pela ACMP. Ao contrário de seu antecessor, o novo código era rigidamente aplicado, e todas as revistas precisavam da aprovação do selo antes de serem publicadas. Como essa abordagem estava longe do que Gaines esperava, ele se recusou a aderir à associação.
Entre as novas regras, estava a proibição do uso das palavras "horror" ou "terror" nos títulos das capas. Quando os distribuidores passaram a se recusar a trabalhar com diversas de suas revistas, Gaines encerrou, em 14 de setembro de 1954, a publicação de seus três títulos de terror e dos dois títulos SuspenStory.

#### "Judgment Day"
Gaines travou diversas batalhas contra a Comics Code Authority para manter suas revistas livres de censura. Um dos casos mais notórios, citado pelo historiador Digby Diehl, ocorreu quando o administrador do Código, o juiz Charles Murphy, exigiu que a EC alterasse a história de ficção científica "Judgment Day", publicada em Incredible Science Fiction nº 33 (fevereiro de 1956). A história, escrita por Al Feldstein e ilustrada por Joe Orlando, era uma reedição da versão publicada antes da imposição do Código, em Weird Fantasy nº 18 (1953), inserida após a rejeição de outra história original, "An Eye for an Eye", desenhada por Angelo Torres. No entanto, "Judgment Day" também foi censurada por um motivo insólito: o personagem central era negro.
A narrativa acompanha um astronauta humano, representante da República Galáctica, em visita ao planeta Cybrinia, habitado por robôs. Lá, ele descobre que os robôs estão divididos em duas raças — laranja e azul — idênticas em estrutura, mas com direitos e status desiguais. O astronauta conclui que, devido ao preconceito existente, o planeta ainda não está pronto para se juntar à República. No último quadro, ele retira o capacete e revela ser um homem negro.[1] Murphy, sem qualquer respaldo no Código, exigiu que o astronauta negro fosse substituído. 

Como relatado por Diehl no livro Tales from the Crypt: The Official Archives:
"Isso deixou o pessoal do escritório do Código maluco. 'O juiz Murphy tinha perdido completamente o juízo. Ele queria acabar conosco', relembra o editor da EC, Al Feldstein. 'Levei a história até lá, e Murphy disse: "Não pode ser um homem negro". E eu respondi: "Mas... mas esse é justamente o ponto da história!"' Quando Murphy insistiu que o personagem negro deveria ser retirado, Feldstein foi direto ao ponto: 'Escute', disse ele, 'vocês têm nos perseguido e tornado impossível publicar qualquer coisa. Está claro que querem nos tirar do mercado'.
Feldstein relatou o episódio a Gaines, que ficou furioso e imediatamente ligou para Murphy. 'Isso é um absurdo!', gritou. 'Vou convocar uma coletiva de imprensa. Vocês não têm base legal para fazer isso. Vou processar vocês!'
Murphy tentou o que achava ser uma concessão generosa: 'Tudo bem. Só tirem as gotas de suor'.

Diante disso, Gaines e Feldstein explodiram ao telefone: 'Vai se foder!' gritaram em uníssono. Murphy desligou na cara deles — mas a história foi publicada em sua forma original.[15]"
Feldstein, entrevistado para o livro Tales of Terror: The EC Companion, reafirmou a lembrança da exigência absurda de Murphy:
"Ele disse que não podia ser um negro. Eu respondi: 'Pelo amor de Deus, juiz Murphy, esse é o cerne da história, porra!' Então ele disse: 'Não, não pode ser um negro'. Bill [Gaines] ligou para ele mais tarde e perdeu completamente a paciência. No fim, disseram: 'Então tirem o suor brilhando na pele'. Eu havia desenhado estrelas refletindo no suor da pele negra dele. Bill respondeu: 'Vai se foder', e desligou o telefone."